# 管一政
管一政（Yi-Jehng Kuan，1959年—）是一位台灣天文學家，現任教於國立臺灣師範大學地球科學系天文組。主要研究在電波天文學方面。

## 生平
管一政在國立清華大學物理系獲得學士學位以後，先獲得俄亥俄州立大學碩士學位，再於1994年獲得美國伊利諾大學厄巴納-香檳分校天文學博士。獲得博士學位後在國立臺灣師範大學地球科學系任教至今，並曾任該系系主任。他同時也是中央研究院天文及天文物理研究所兼任研究人員、並曾任中華民國天文學會理事長。

## 研究
天文化學、分子天文物理、分子雲及天文生物學。
2003年管一政等人利用電波望遠鏡觀測，發現銀河系中甘氨酸的存在。

## 外部連結
- 國立臺灣師範大學地球科學系介紹管一政
- 管一政個人網頁
- 中央研究院天文及天文物理研究所介紹管一政 （页面存档备份，存于）
- 我的天文研究/訪管一政：尋找宇宙中的生命基石
- 因為當年的錯 反而一頭栽入 管一政從小喜歡天文 六年前開始尋找的氨基酸 沒想到成為全球第一人